# Phlegmone
Die Phlegmone (altgriechisch φλεγμονή phlegmoné, deutsch ‚Entzündung, Hitze‘) ist eine eitrige, sich diffus ausbreitende Infektionserkrankung der Weichteile (des interstitiellen Bindegewebes).
Eine besondere Form der phlegmonösen Entzündung der Haut wird phlegmonöses Erysipel (von altgriechisch ἐρυσίπελας erysípelas, deutsch ‚Wundrose‘) genannt.
Im deutschen Sprachraum wird Phlegmone oft mit Zellulitis oder Erysipel (Wundrose) gleichgesetzt, obwohl es sich um verschiedene Krankheiten handelt. Zellulitis gilt allgemein als Oberbegriff.

## Symptome und Beschwerden
Eine Phlegmone geht mit Schmerzen und Entzündung der betroffenen Körperstelle einher und kann mit Fieber verbunden sein. An der entzündeten Stelle bildet sich eine eitrige Entzündung, die sich ausbreitet.

## Ursache
Erreger sind meist β-hämolysierende Streptokokken, seltener Staphylococcus aureus. Äußere Ursachen sind häufig kleinere Hautverletzungen (z. B. Rhagaden).
Phlegmonen finden sich unter und in den Hautgeweben, im Mediastinum, am hinteren Teil des Bauchfells und in und um Muskeln, Faszien und Sehnen. Häufig sind die Gliedmaßen betroffen, wo dann flächig ein überwärmtes, livides Erythem sichtbar ist.

## Folgen und Komplikationen
Erhebliche Beeinträchtigung des Allgemeinbefindens, Ausbreitung der Infektion und damit Zerstörung von Körpergewebe, bei unzureichender Behandlung Gefahr einer unter Umständen lebensbedrohlichen Sepsis.

## Behandlung
Die Behandlung erfolgt in erster Linie medikamentös mit geeigneten Antibiotika, im Regelfall hochdosiertem penicillinasefestem Penicillin. Bei einer Penicillinallergie sollten keine Cephalosporine verabreicht werden, da eine Kreuzreaktion möglich ist, weswegen man eine Therapie mit Makrolidantibiotika in Betracht zieht. Bei „Einschmelzen“ der Phlegmone kann auch eine chirurgische Wundbehandlung mit Entfernung des abgestorbenen (avitalen) Gewebes und Eiters (Débridement/Drainage) notwendig werden.